# I'm on Fire (2 Fabiola)
I'm on Fire is een single van het Belgisch muziekproject 2 Fabiola uit 1996. De single had geen B-kant. Het nummer verscheen op het album Tyfoon uit 1996.

## Meewerkende artiesten
Producers:
- Olivier Adams
- Pat Krimson

Muzikanten:
- Carine B (achtergrondzang)
- Pat Krimson (keyboard)
- Zohra Aït-Fath (zang)